# Parted Magic
Parted Magic ist eine Live-Linux-Distribution mit dem Ziel, für beschreibbare Datenspeicher wie Festplattenlaufwerke oder Solid-State-Drives (SSD) eine Management-Lösung zu bieten. Dabei können sowohl bestehende Datenbestände im Rahmen der Datenwiederherstellung versucht werden wiederherzustellen oder auch diese davon unabhängig zu manipulieren. Weiters können bestehende Daten in Form kompletter Partitionsabbildung gesichert und wiederhergestellt werden, ferner wird die Möglichkeit einer sicheren Datenvernichtung angeboten, so dass gelöschte Daten auch nicht mehr mit forensischen Spezialwerkzeugen zurückgeholt werden können.
Dazu bietet das System neben einer kompletten Linux-Umgebung eine Zusammenstellung verschiedener Programme an. Unter anderem das Partitionierungsprogramm GNU Parted zur Partitionsmanipulation, Clonezilla zur Sicherung und Wiederherstellung von kompletten Datenspeichern, und Tools wie Erase Disk zur sicheren Datenlöschung. Eine im Aufgabenumfang ähnliche Live-Linux-Distribution stellt SystemRescue dar.

## Details
Parted Magic ist als Direktstartsystem für die Speichermedien CD und USB-Stick sowie bis vor der Version 2019_12_24 im PXE-Format erhältlich und lädt sich beim Startvorgang komplett in den Arbeitsspeicher. Für den Betrieb werden mindestens 1 GB Arbeitsspeicher benötigt (als Direktsystem 512 MB).

## Funktionsumfang
Neben GNU Parted und dem darauf aufbauenden GParted bietet Parted Magic unter anderem folgende Programme an, um Festplatten auf Fehler zu untersuchen und diese wenn möglich zu beheben:
- Partimage, dessen Nachfolger FSArchiver inklusive GUI (qt4-fsarchiver) und Clonezilla – Dient der Sicherung und Wiederherstellung von Festplatten und Partitionen
- smartmontools inklusive GUI (GSmartControl) – Überprüft und erkennt mögliche Defekte von Festplatten via SMART
- TestDisk – Überprüft und stellt gelöschte Partitionen und Daten wieder her
- Eine eigene simple GUI zum sicheren Löschen von Partitionen, ganzen Festplatten oder des MBR – verwendet unter anderem dd, shred und nwipe
- NTFS-3G – Treiber für Schreib- und Lesezugriff auf das NTFS-Dateisystem von Windows.
- Zahlreiche fdisk-Programme (Partitionierungsprogramme)

Die Distribution verwendet die Desktop-Umgebung LXDE und bietet die in vielen heutigen Betriebssystemen üblichen Programme wie PDF-Betrachter (Evince), Bildbetrachter (Mirage), Packprogramme (File Roller), Musik-Player (Audacious), Brennprogramme (Xfburn), CD-Ripper (Asunder) und das Drucksystem CUPS an.
Zudem sind einige Internet-Programme wie ein IRC-Client (XChat) und der Webbrowser Firefox mit nachladbarem Flash und Java als auch der freie Virenscanner ClamAV mit der grafischen Benutzeroberfläche ClamTk vorhanden. Eine simple GUI ermöglicht das Speichern von getätigten Einstellungen für zukünftige Sitzungen. Auch die Installation auf einer Festplatte ist möglich.

## Lizenz & Preis
Parted Magic wird unter der GNU General Public License veröffentlicht und ist damit Freie Software.
Früher konnte Parted Magic kostenfrei von der Webseite des Projektes heruntergeladen werden. Seit Anfang August 2013 jedoch (ab Version 2013_08_01) wird für den Bezug von Parted Magic über eine Paywall der Projekt-Webseite eine Gebühr erhoben. Ein Einmal-Download des CD-Images kostet 15 USD und ein Jahresabonnement, welches zu unbeschränkten Downloads aller erscheinenden Versionen incl. der wöchentlichen Builds legitimiert, 49 USD bei jährlicher oder 13 USD bei vierteljährlicher Bezahlung mit Kreditkarte oder PayPal.
Der Sourcecode von Parted Magic ist weiterhin gratis herunterladbar. Der Hintergrund für das Einrichten der Paywall war die Arbeitslosigkeit des Programmierers und seiner Frau.